# Trifolium pignantii
Trifolium pignantii là một loài thực vật có hoa trong họ Đậu. Loài này được Fauche & Chaub. miêu tả khoa học đầu tiên.